# 하이원 그랜드 호텔 메인타워
하이원 그랜드 호텔 메인타워(영어: High1 Grand Hotel Main Tower)는 대한민국 강원특별자치도 정선군 사북읍 하이원길 265 (사북읍 사북리 424)에 위치하고 있다.

## 같이 보기
- 강원특별자치도의 마천루 목록
- 정선군의 마천루 목록
- 대한민국의 호텔 목록